# 圣埃吉迪奥-德尔蒙特阿尔比诺
圣埃吉迪奥-德尔蒙特阿尔比诺（義大利語：Sant'Egidio del Monte Albino），是意大利萨莱诺省的一个市镇。总面积6平方公里，人口8878人，人口密度1479.7人/平方公里（2009年）。ISTAT代码为065130。